# Château de Wakayama

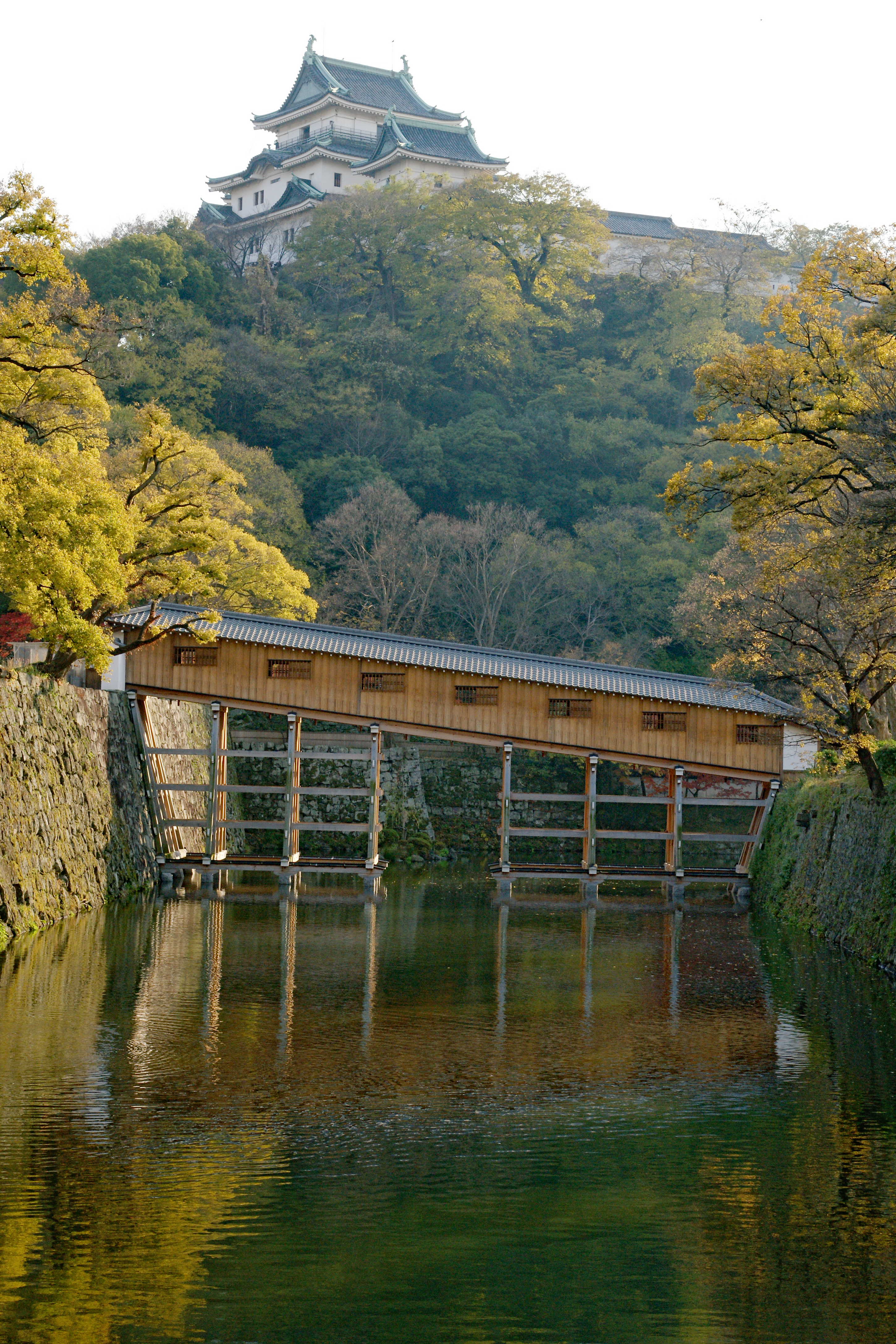
Pont Rōkabashi et tenshu.

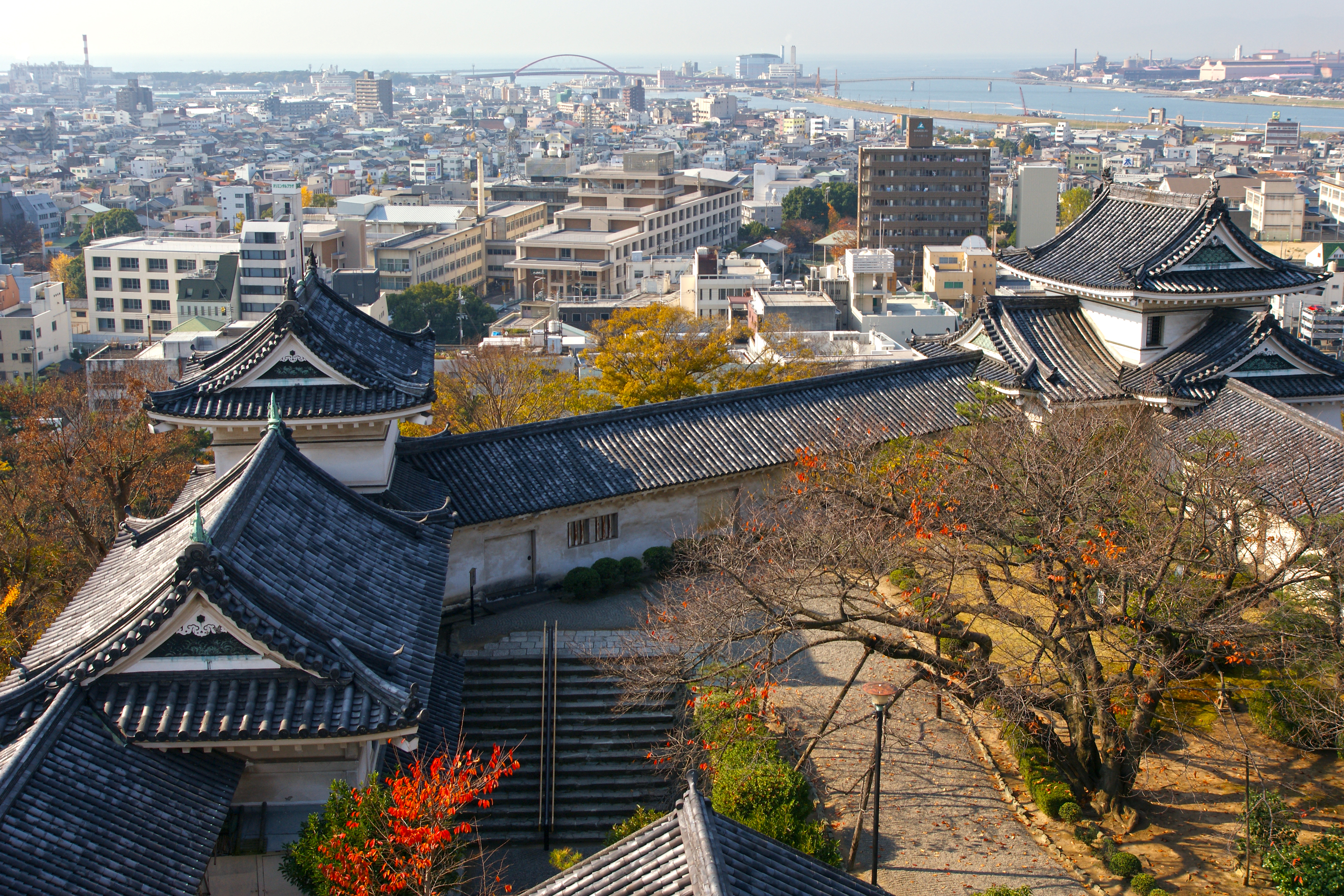
Vue du donjon.

Le château de Wakayama (和歌山城, Wakayama-jō) est un château japonais situé à Wakayama dans la préfecture du même nom au Japon, à l'embouchure de la rivière Kii.

## Histoire
À l'origine, le château d'Ōta qui était le siège des saika-ikki fut pris par Toyotomi Hideyoshi en 1585, durant le siège du Negoro-ji. De nombreux moines Negoro-gumi cherchèrent refuge à Ōta qui fut bientôt détruit par une inondation (voir Siège du château d'Ōta). Hideyoshi ordonna en effet la construction de barrages sur les trois côtés du château, concentrant les eaux de pluie et détournant la rivière pour affaiblir les fondations du château. Comme la famine s'installait, les samouraïs, les moines et les paysans assiégés dans le château se rendirent et cinquante sohei se lancèrent dans une dernière charge contre l'armée de Hideyoshi, commettant un « honorable suicide ».
Ōta fut reconstruit en tant que temple pour la branche shinshū du bouddhisme japonais, rompant les liens avec son passé de refuge de moines guerriers. Le château de Wakayama fut alors construit sur le même emplacement, sous la supervision de Hidenaga Toyotomi, frère d'Hideyoshi, avec la participation de Takatora Tōdō. Yoshinaga Asano arriva en 1600 pour servir de daimyo sous Tokugawa Ieyasu. Plus tard, en 1615, le château fut attaqué par des forces loyales à Toyotomi Hideyori qui essayaient de finir le siège d'Osaka.
Durant l'été de 1615, une partie de la garnison du château d'Osaka quitta la ville pour tendre des embuscades à différents éléments des forces de Tokugawa. Ōno Harunaga, Naoyuki Hanawa et Noritsuna Okabe étaient à la tête de la garnison qui attaqua le château de Wakayama, tenu par Asano Nagaakira à l'époque. Ils avaient 3 000 hommes avec eux mais la garnison du château en comptait 5 000. Les soldats d'Asano quittèrent le château pour affronter les forces ouest de Toyotomi dans ce qui est connu sous le nom de bataille de Kashii. Hanawa et Okabe furent tués et Ōno contraint de retourner à Osaka.
L'apparence actuelle du château est le résultat de rénovations faites par Tokugawa Yorinobu, dixième fils de Tokugawa Ieyasu, au début du XVIIe siècle.
À la fin de l'époque d'Edo en 1867, comme la structure féodale du Japon était abolie, le château de Wakayama fut ouvert pour la première fois au public.
Détruit par les bombardements alliés durant la Seconde Guerre mondiale, le château est reconstruit en béton en 1958. Il est ouvert au public, servant de site historique et de symbole de la ville.

## Galerie

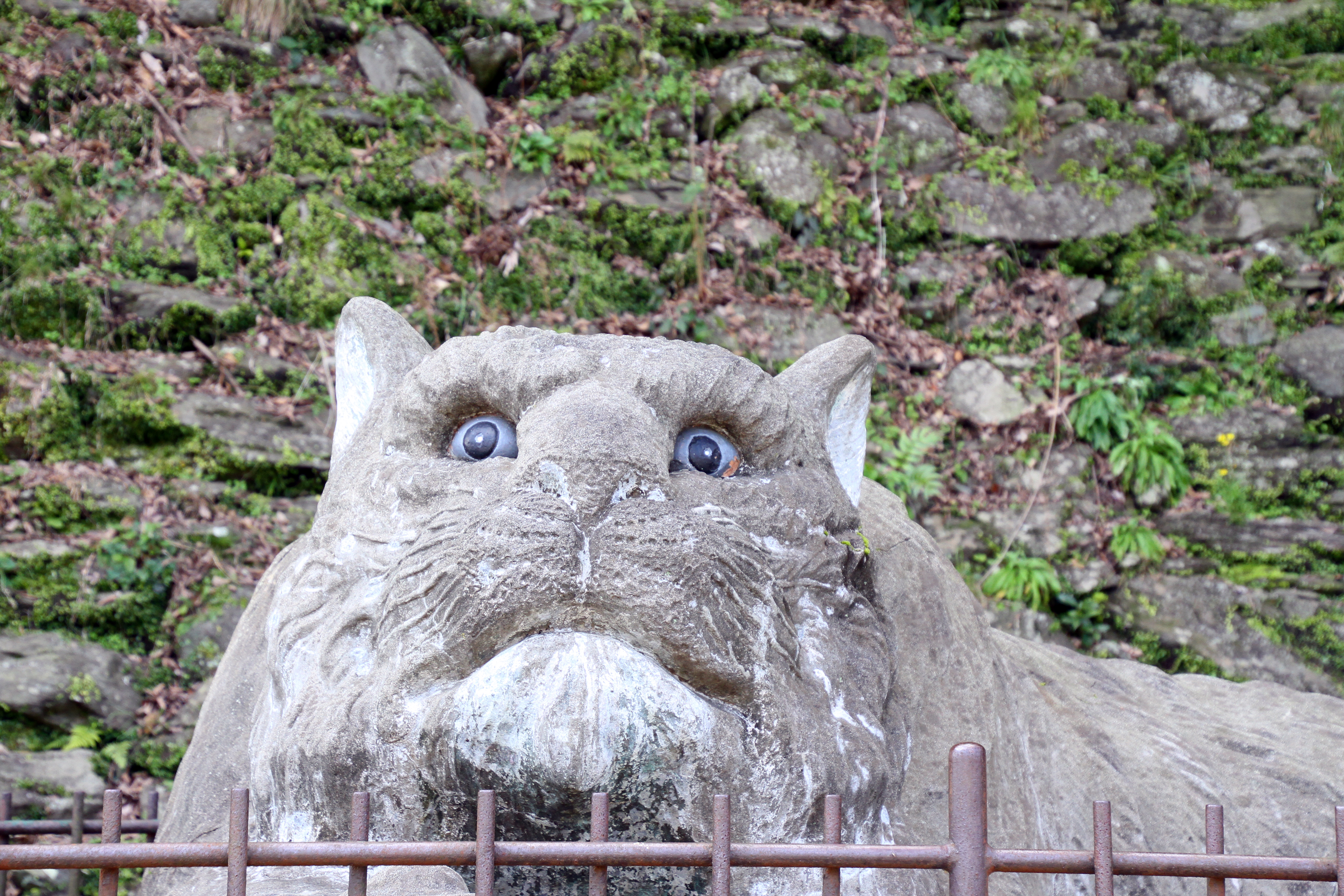
Sculpture du château du tigre couché.
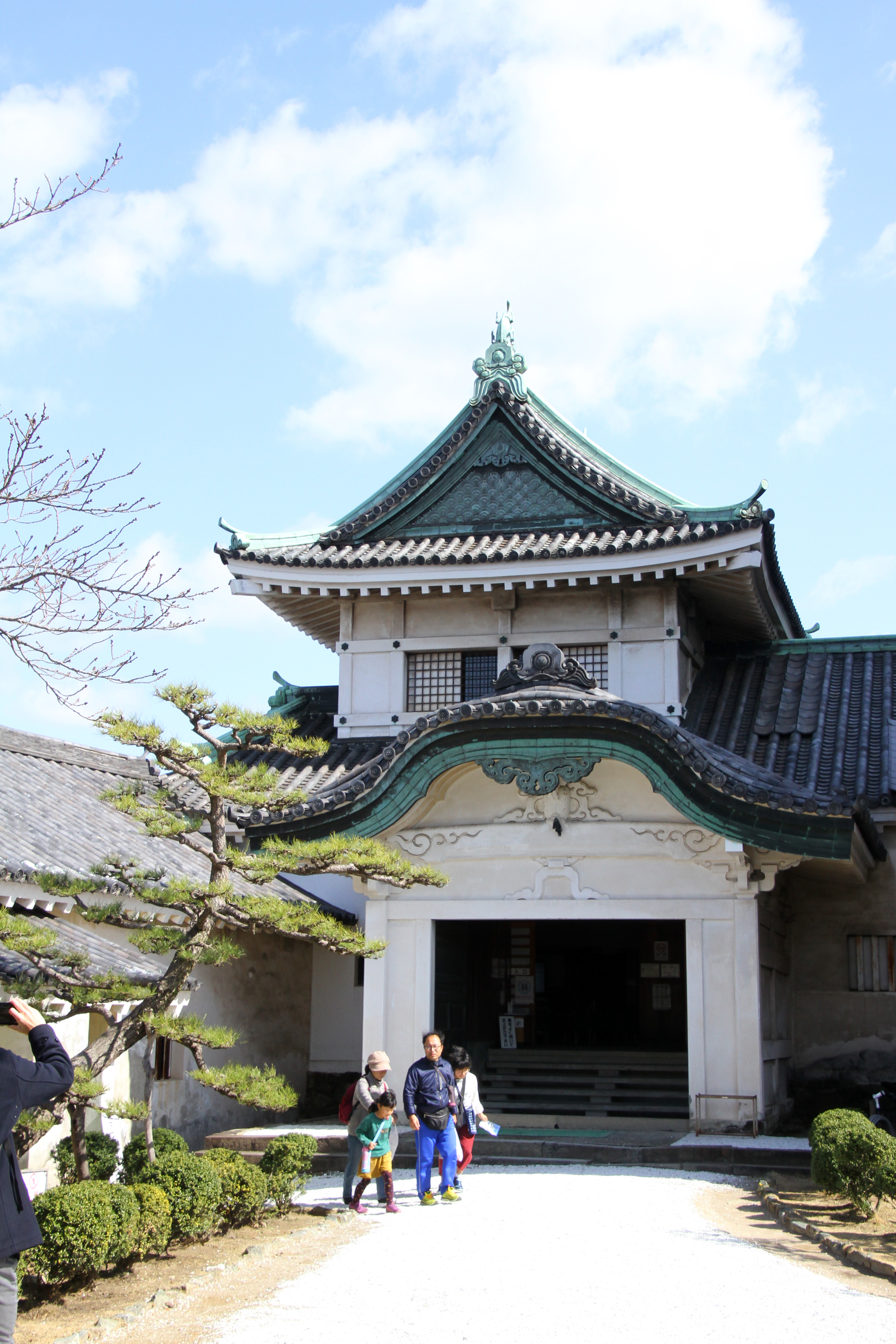
Cour intérieure, accès au donjon.
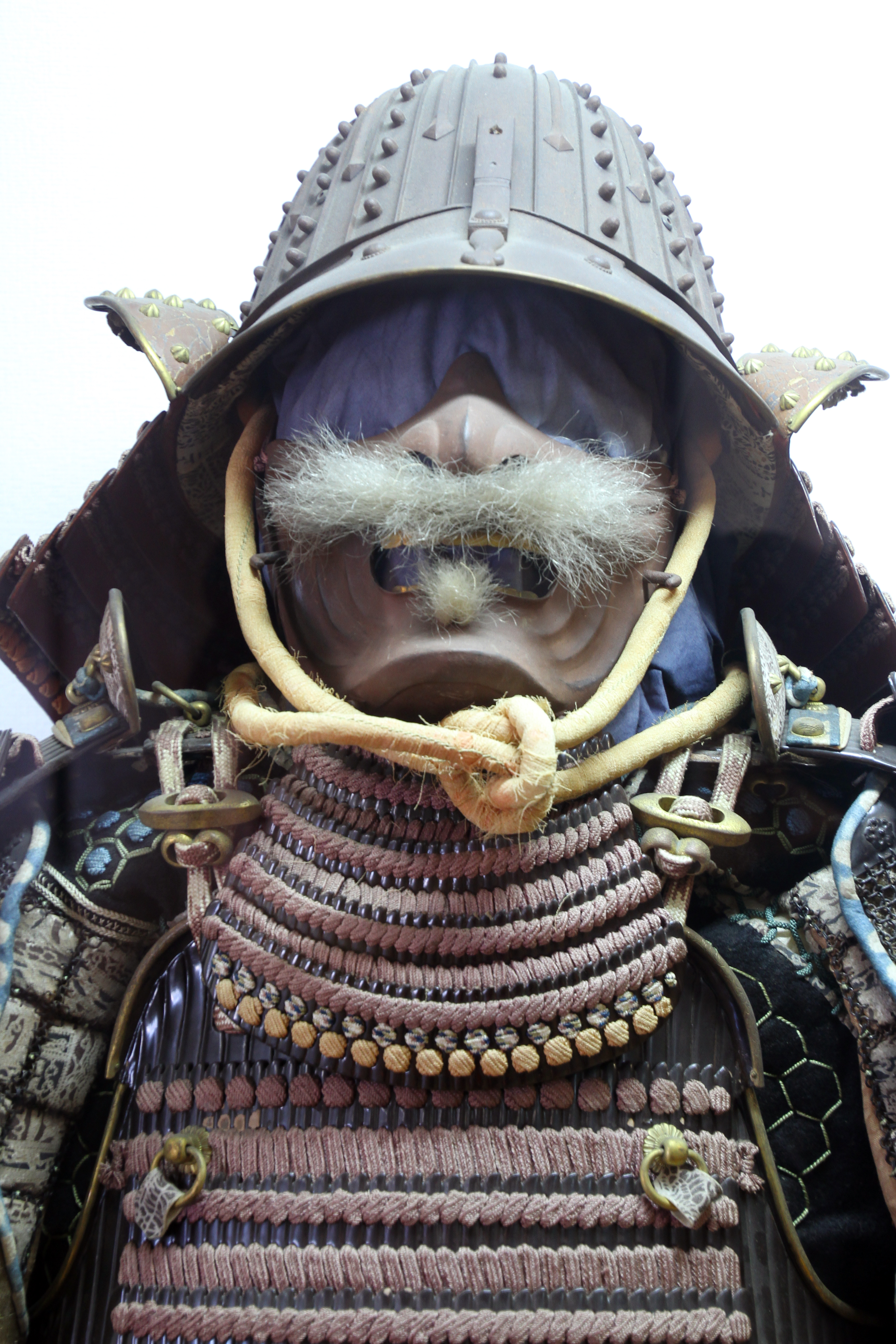
Armure de samouraï présentée au musée.
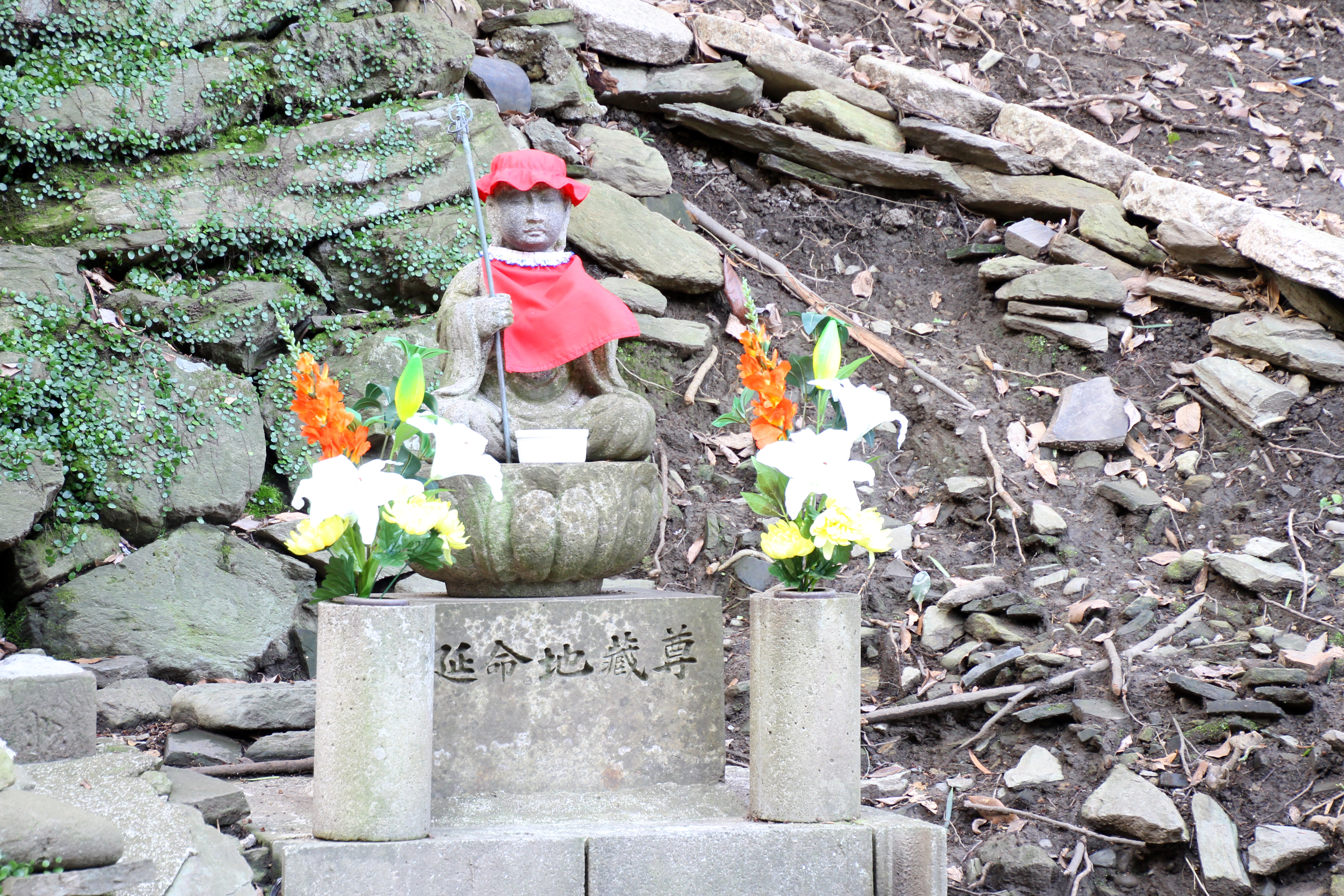
Petit sanctuaire.